# Josep Manuel Vidal-Illanes
Josep Manuel Vidal-Illanes (Maó, 1961) (nat com a Josep Manuel Gómez González) és un escriptor en llengua catalana, advocat i polític menorquí que resideix a Mallorca des de l'any 2000. És autor, entre altres obres, de les novel·les Júlia i la xarxa (Editorial Punto Rojo Libros) i Hereus de la penombra (Editorial Gregal), i del llibre de relats L'illa, el far, el vent (Editorial Gregal). Igualment és autor de nombrosos relats de ficció molts dels quals s'han publicat a la revista La lluna en un cove, a la revista de lletres Doll de tinta i a diferents llibres col·lectius. Va adoptar com a nom de ploma els llinatges de les seves dues àvies.

## Biografia
Nascut a Maó el 26 de setembre de 1961, va realitzar els seus estudis al Col·legi La Salle i a l'Institut Joan Ramis i Ramis d'aquella ciutat menorquina. L'any 1979 es traslladà a Barcelona on es va llicenciar i posteriorment es va doctorar en Dret a la Universitat de Barcelona per la tesi Los mecanismos jurídicos de protección voluntaria del patrimonio natural. La custodia del territorio como instrumento de refuerzo de la función pública de conservación. Com a docent del dret va ser professor a la Universitat Pompeu Fabra (1997-2007).
Com a polític va ser membre d'Els Verds de Mallorca i fou nomenat director general de Biodiversitat del Govern de les Illes Balears els anys 2000 a 2003, durant el primer Pacte de Progrés, dins l'organigrama de la conselleria de Medi Ambient dirigida per Margalida Rosselló Pons.
Posteriorment, integrat en el Bloc per Palma, va exercir el càrrec de regidor d'Habitatge a l'Ajuntament de Palma i president del Patronat Municipal de l'Habitatge entre els anys 2007 i 2009, sota la batllia d'Aina Calvo Sastre.
Actualment, allunyat de la política activa, compagina l'escriptura amb la seva condició de funcionari al Consell Insular de Mallorca. Igualment és col·laborador de la revista literària Doll de Tinta en la secció Estats de connivència d'articles de no ficció (un homenatge indirecte a l'obra de Miquel Bauçà) i és professor en diferents tallers de narrativa, especialment a l'escola Aula del Paper a la Lluna (Llibreria Lluna) de Palma amb qui ha editat el llibre L’illa i la lluna. Exerceix també com activista cultural.
És vicepresident per les Illes Balears del PEN Català, i membre de l'Associació d'Escriptors en Llengua Catalana (AELC), de CEDRO, d'Òmnium Cultural i de l'Obra Cultural Balear (OCB).

## Obres
Josep Manuel Vidal-Illanes és autor de les obres següents:

### Relats
- Entre niguls canviants (La lluna en un cove, núm. 20. El Toll editorial, 2010)
- Els sorolls, la nit, el veí (La lluna en un cove, núm. 29. El Toll editorial, 2011)
- Bumerang (La lluna en un cove, núm. 30. El Toll editorial, 2011)
- Tren equivocat (La lluna en un cove, núm. 33. El Toll editorial, 2011)
- Humitat als ossos (La lluna en un cove, núm. 57. El Toll editorial, 2014)
- Laura i les pàgines que vàrem perdre (Doll de Tinta. Revista de lletres, núm. 6, juny 2017)
- Aquell dia (Doll de Tinta. Revista de lletres, núm. 12, desembre 2017)
- Pseudònim (Doll de Tinta. Revista de lletres, núm. 15, març 2018)
- Paisatge abans de la glaciació (Doll de Tinta. Revista de lletres, núm. 20, agost 2018)
- Ruleta russa (Doll de Tinta. Revista de lletres, núm. 23, novembre 2018)

### Llibres de relats
- Fugida (publicat al volum Lluna Negra, juntament amb Peer Yerømssom i Dora Muñoz. Editorial Punto Rojo Libros, 2014)
- L'illa, el far, el vent  (Editorial Gregal, 2017)
- Com a peces d'escacs (Publicat al volum Estat civil? Voluntari@. Ed. Poémame, 2019)
- Com un somni (Publicat al volum Prova de foc. Ed. Balafia Postals, 2022)
- L'illa i la Lluna. Editor. (Lleonard Muntaner Editor, 2023)

### Novel·la
- Júlia i la xarxa (Editorial Punto Rojo Libros, 2014)
- Hereus de la penombra (Editorial Gregal, 2019)

### No ficció
- 1984: El ministeri de la veritat (Publicat al volum Nou llibres prohibits. Ed. PEN Català, 2019)
- Estats (temporals) de connivència (Editorial El Toll, 2020)